# パンサー・J72
パンサー・J72（Panther J72 ）はイギリスの小規模自動車メーカー・パンサー・ウェストウインズが1972年から1981年まで生産した2座席オープンタイプのスポーツカーで、同社最初の生産車であった。1930年代の名スポーツカー・ジャガー・SS100を1970年代の技術で再現し、高性能な高級スポーツカーを作り上げることがテーマで、エンジンはジャガー・XJ6/12のものが用いられた。シャシーもラジエーターを車軸より後ろに設置して1930年代の車のプロポーションを維持するため専用設計され、前後とも固定軸のサスペンションであった。入念に仕上げられた車体、コノリーレザー仕上げの内装を持ち、オートマチックトランスミッションも選択できた。
J72は本物のSS100よりも多い約500台が生産されパンサー・ウェストウインズの基礎を固めた。著名人のオーナーも多かった。日本にもモーガン・オート・タカノや中部八洲自動車が代理店となって輸入された。